# Svezia ai V Giochi olimpici invernali
La Svezia partecipò ai V Giochi olimpici invernali, svoltisi a Sankt Moritz, Svizzera, dal 30 gennaio all'8 febbraio 1948, con una delegazione di 43 atleti impegnati in sei discipline.

## Medagliere

### Per discipline
| Sport                   | Oro | Argento | Bronzo | Totale |
| ----------------------- | --- | ------- | ------ | ------ |
| Sci di fondo            | 3   | 2       | 1      | 6      |
| Pattinaggio di velocità | 1   | 1       | 1      | 3      |
| Combinata nordica       | 0   | 0       | 1      | 1      |
| Totale                  | 4   | 3       | 3      | 10     |

### Medaglie
| Medaglia | Atleta                                                    | Sport                   | Evento             |
| -------- | --------------------------------------------------------- | ----------------------- | ------------------ |
| Oro      | Åke Seyffarth                                             | Pattinaggio di velocità | 10000 m maschile   |
| Oro      | Martin Lundström                                          | Sci di fondo            | 18 km maschile     |
| Oro      | Nils Karlsson                                             | Sci di fondo            | 50 km maschile     |
| Oro      | Nils Östensson Nils Täpp Gunnar Eriksson Martin Lundström | Sci di fondo            | Staffetta maschile |
| Argento  | Åke Seyffarth                                             | Pattinaggio di velocità | 1500 m maschile    |
| Argento  | Nils Östensson                                            | Sci di fondo            | 18 km maschile     |
| Argento  | Harald Ericson                                            | Sci di fondo            | 50 km maschile     |
| Bronzo   | Göthe Hedlund                                             | Pattinaggio di velocità | 5000 m maschile    |
| Bronzo   | Sven Israelsson                                           | Combinata nordica       | Maschile           |
| Bronzo   | Gunnar Eriksson                                           | Sci di fondo            | 18 km maschile     |